# Satherium piscinarium
A Satherium piscinarium (Hagerman vidrája) az emlősök (Mammalia) osztályának a ragadozók (Carnivora) rendjébe, ezen belül a menyétfélék (Mustelidae) családjába tartozó Satherium fosszilis emlősnem egyetlen faja.

## Előfordulása
A Satherium piscinarium Észak-Amerika területén élt a pliocén és pleisztocén korok határán, körülbelül 3,7-1,6 millió évvel ezelőtt. Körülbelül 2,1 millió éven keresztül maradt fent. Maradványait a következő Amerikai Egyesült Államokbeli államokba találták meg: Florida, Idaho, Kalifornia, Nebraska, Nevada, Oklahoma és Washington. A leggazdagabb S. piscinarium lelőhelyek Idaho államban vannak.

## Rendszertani besorolása
Ezt az állatot legelőször 1873-ban Joseph Leidy írta le és nevezte el, a Lutra piscinaria nevet adva neki. 1937-ben Barbour és Schultz átnevezték Satherium piscinarium. Azonban azóta többen is átnevezték, például: 1973-ban Bjork, 1980-ban Kurten és Anderson, valamint 1992-ben Willemsen.
Feltételezések szerint a Satherium piscinarium, a dél-amerikai óriásvidra (Pteronura brasiliensis) legközelebbi rokona, és meglehet, hogy az őse is.

## Megjelenése
1988-ban Legendre és Roth, két példány figyelmes megvizsgálásával a következő eredményekhez jutottak: az első példány 17 kilogrammos, míg a második példány 18 kilogrammos lehetett.

### Fordítás
- Ez a szócikk részben vagy egészben  a   Satherium piscinarium című angol Wikipédia-szócikk ezen változatának fordításán alapul.  Az eredeti cikk szerkesztőit annak laptörténete sorolja fel. Ez a jelzés csupán a megfogalmazás eredetét és a szerzői jogokat jelzi, nem szolgál a cikkben szereplő információk forrásmegjelöléseként.